# 2021年のパシフィック・リーグクライマックスシリーズ
2021年のパシフィック・リーグクライマックスシリーズは、2021年11月に開催されたプロ野球パシフィック・リーグのクライマックスシリーズ。前年に引き続きパーソルホールディングスがタイトルスポンサーとなり、「2021 パーソル クライマックスシリーズ パ」の名称で施行される。

## 概要
本大会はSMBC日本シリーズ2021出場権をかけたプレーオフトーナメント。2年ぶりにファーストステージが復活し、2019年以前の体裁に戻った。
オリックスがリーグ優勝したため、ファイナルステージに初進出した。これで、12球団がファイナルステージに進出した。
なお、本大会はレギュラーシーズンと同様の延長戦は行わず、9回終了時で同点の場合は引き分けとする。ファーストステージの第2・3戦、並びにファイナルステージの第3－6戦において、9回表攻撃終了時に同点で終わり、並びに9回表の段階では先攻チームがリードして9回裏の攻撃を行う場合に同点に追いついて、成績上位チームの勝ち抜けが確定した場合、9回裏（それ以後）の攻撃を省略する特別コールドゲームを適用する。

### ファーストステージ
レギュラーシーズン2位の千葉ロッテマリーンズと3位の東北楽天ゴールデンイーグルスが3戦2勝先取制で争い、勝者がファイナルステージに進出する。この組み合わせは2013年ファイナル以来8年ぶりであるが、ロッテの主催は初となる。
ZOZOマリンスタジアムでの開催は2007年以来14年ぶり2回目（前身のプレーオフを含めたら3回目）。CSでは、最長ブランクでの開催となった。
- 会期：11月6日から11月7日
- 球場：ZOZOマリンスタジアム

### ファイナルステージ
レギュラーシーズン1位（1勝分のアドバンテージが与えられる）のオリックス・バファローズとファーストステージ勝者の千葉ロッテマリーンズが6戦4勝先取制で争い、勝者がSMBC日本シリーズ2021への出場権を得る。オリックスとロッテの組み合わせは初顔合わせとなる。
京セラドーム大阪での開催は2014年以来7年ぶり3回目。初めてのファイナルステージ開催となる。なお、オリックスは過去に2008年・2014年（いずれも北海道日本ハムファイターズ戦）のファーストステージに2位球団として進出しながらも、いずれも敗退しており、1stステージ突破経験がない球団が、リーグ優勝を果たしてファイナルに駒を進めたのはセ・パ両リーグを通して初めての事例である。
- 会期：11月10日から11月12日
- 球場：京セラドーム大阪

### トーナメント表
|  | 1stステージ（準決勝） | 1stステージ（準決勝） |                                   |      | ファイナルステージ（決勝） | ファイナルステージ（決勝） |
|  |                       |                       |                                   |      |                            |                            |
|  |                       |                       |                                   |      |                            |                            |
|  |                       |                       |                                   |      |                            |                            |
|  |                       |                       |                                   |      |                            |                            |
|  |                       |                       | （6戦4勝制） 京セラドーム大阪     |      |                            |                            |
|  |                       |                       |                                   |      |                            |                            |
|  | オリックス(パ優勝）   | ☆○○△                  |                                   |      |                            |                            |
|  | オリックス(パ優勝）   | ☆○○△                  | （3戦2勝制） ZOZOマリンスタジアム |      |                            |                            |
|  |                       |                       | ロッテ                            | ★●●△ |                            |                            |
|  | ロッテ(パ2位）        | ○△                    | ロッテ                            | ★●●△ |                            |                            |
|  | ロッテ(パ2位）        | ○△                    |                                   |      |                            |                            |
|  | 楽天(パ3位）          | ●△                    |                                   |      |                            |                            |
|  | 楽天(パ3位）          | ●△                    |                                   |      |                            |                            |
|  |                       |                       |                                   |      |                            |                            |
|  |                       |                       |                                   |      |                            |                            |
|  |                       |                       |                                   |      |                            |                            |
|  |                       |                       |                                   |      |                            |                            |

☆・★=ファイナルステージのアドバンテージによる1勝・1敗分

## 日程

### ファーストステージ
| 日付                       | 試合  | ビジター球団（先攻）         | スコア | ホーム球団（後攻）   | 開催球場             |
| 11月6日（土）              | 第1戦 | 東北楽天ゴールデンイーグルス | 4 - 5x | 千葉ロッテマリーンズ | ZOZOマリンスタジアム |
| 11月7日（日）              | 第2戦 | 東北楽天ゴールデンイーグルス | 4 - 4  | 千葉ロッテマリーンズ | ZOZOマリンスタジアム |
| 勝者：千葉ロッテマリーンズ |       |                              |        |                      |                      |

### ファイナルステージ
| 日付                           | 試合           | ビジター球団（先攻） | スコア | ホーム球団（後攻）       | 開催球場         |
| アドバンテージ                 | アドバンテージ | 千葉ロッテマリーンズ |        | オリックス・バファローズ |                  |
| 11月10日（水）                 | 第1戦          | 千葉ロッテマリーンズ | 0 - 1  | オリックス・バファローズ | 京セラドーム大阪 |
| 11月11日（木）                 | 第2戦          | 千葉ロッテマリーンズ | 0 - 2  | オリックス・バファローズ | 京セラドーム大阪 |
| 11月12日（金）                 | 第3戦          | 千葉ロッテマリーンズ | 3 - 3x | オリックス・バファローズ | 京セラドーム大阪 |
| 勝者：オリックス・バファローズ |                |                      |        |                          |                  |

## 試合結果

### ファーストステージ
| 日付                       | 試合  | ビジター球団（先攻）         | スコア | ホーム球団（後攻）   | 開催球場             |
| 11月6日（土）              | 第1戦 | 東北楽天ゴールデンイーグルス | 4 - 5x | 千葉ロッテマリーンズ | ZOZOマリンスタジアム |
| 11月7日（日）              | 第2戦 | 東北楽天ゴールデンイーグルス | 4 - 4  | 千葉ロッテマリーンズ | ZOZOマリンスタジアム |
| 勝者：千葉ロッテマリーンズ |       |                              |        |                      |                      |

#### 第1戦
|        | 1 | 2 | 3 | 4 | 5 | 6 | 7 | 8 | 9  | R | H | E |
| ------ | - | - | - | - | - | - | - | - | -- | - | - | - |
| 楽天   | 0 | 1 | 0 | 0 | 0 | 0 | 3 | 0 | 0  | 4 | 5 | 0 |
| ロッテ | 0 | 0 | 3 | 0 | 0 | 0 | 0 | 1 | 1× | 5 | 9 | 2 |

1. 楽：則本昂（4回）、安樂（1回）、西口（1回）、H酒居（1回）、松井（1回）、●宋家豪（0回1/3） - 太田、炭谷
2. ロ：佐々木朗（6回）、国吉（0回2/3）、唐川（0回1/3）、佐々木千（1回）、○益田（1回） - 加藤、柿沼
3. 勝利：益田（1勝）
4. 敗戦：宋家豪（1敗）
5. 本塁打
ロ：エチェバリア1号（8回ソロ・松井）
6. 審判
［球審］白井
［塁審］橋本（1B）、川口（2B）、山路（3B）
［外審］秋村（LL）、吉本（RL）
7. 開始：14時00分 試合時間：3時間10分[2]

| 楽天 | 楽天 | 楽天   |
| 打順 | 守備 | 選手   |
| ---- | ---- | ------ |
| 1    | [遊] | 山﨑剛 |
| 2    | [右] | 岡島   |
| 3    | [二] | 浅村   |
| 4    | [指] | 島内   |
| 5    | [一] | 鈴木大 |
| 6    | [三] | 茂木   |
| 7    | [左] | 渡邊佳 |
|      | 左   | 田中和 |
| 8    | [中] | 辰己   |
| 9    | [捕] | 太田   |
|      | 走   | 小郷   |
|      | 捕   | 炭谷   |

| ロッテ | ロッテ | ロッテ       |
| 打順   | 守備   | 選手         |
| ------ | ------ | ------------ |
| 1      | [左]   | 荻野         |
| 2      | [指]   | マーティン   |
| 3      | [二]   | 中村奨       |
| 4      | [一]   | レアード     |
|        | 一     | 三木         |
| 5      | [三]   | 安田         |
|        | 遊     | エチェバリア |
| 6      | [右]   | 山口         |
|        | 中     | 藤原         |
| 7      | [中右] | 岡           |
| 8      | [遊三] | 藤岡         |
| 9      | [捕]   | 加藤         |
|        | 打     | 角中         |
|        | 捕     | 柿沼         |
|        | 打     | 佐藤都       |

ロッテの先発は佐々木朗、楽天の先発は則本昂。ロッテの佐々木朗は、レギュラーシーズンで対楽天戦の成績が3試合で1勝0敗、防御率1.35の好相性であり、パ・リーグ最年少となる20歳0か月でのCSの開幕投手となった。
楽天は2回表、2死2塁から佐々木朗の悪送球で先制するが、ロッテが3回裏に1死満塁からレアードの2点適時打で逆転し、さらに1死1,3塁から安田の犠飛で追加点を挙げる。ロッテの先発・佐々木朗は、6回まで投げ4安打10奪三振1失点（自責0）の好投。CSでの二桁奪三振は史上10人目（14度目）であり、CS史上最年少の二桁奪三振となった。しかし、楽天は7回表に佐々木朗から代わったロッテの2番手・国吉を攻め、2死満塁のチャンスを作ると、3番手の唐川から島内の3点適時二塁打で試合をひっくり返した。それでも、ロッテは8回裏に2死からエチェバリアが楽天の5番手・松井からソロ本塁打で同点とすると、9回裏には1死2塁から佐藤都が6番手・宋家豪からサヨナラ適時打を放って試合を決め、ロッテがファイナル進出へ王手をかけた。
CSでのサヨナラ試合は史上12試合目。ロッテでは初であり、ポストシーズンでは毎日時代の1950年の日本シリーズ第6戦以来、球団史上71年ぶり2度目となった。なお、サヨナラ打を放ったロッテの佐藤都（23歳9か月）は、2005年の川崎宗則（24歳4か月）の記録を上回り、CS史上最年少のサヨナラ安打となった。また、代打でのサヨナラ打点はCS史上4人目。
なお、ロッテは2015年のファイナルステージ第1戦から続いていたポストシーズンの連敗を7で止めた。

#### 第2戦
|        | 1 | 2 | 3 | 4 | 5 | 6 | 7 | 8 | 9 | R | H  | E |
| ------ | - | - | - | - | - | - | - | - | - | - | -- | - |
| 楽天   | 0 | 2 | 0 | 0 | 0 | 0 | 2 | 0 | 0 | 4 | 11 | 0 |
| ロッテ | 0 | 1 | 0 | 1 | 0 | 1 | 1 | 0 | × | 4 | 9  | 0 |

1. 楽：岸（5回）、安樂（1回）、酒居（1回）、松井（1回） - 炭谷
2. ロ：小島（6回1/3）、国吉（0回2/3）、H佐々木千（1回）、益田（1回） - 加藤、柿沼
3. 本塁打
楽：炭谷1号（7回ソロ・小島）
ロ：山口1号（6回ソロ・安樂）、マーティン1号（7回ソロ・酒居）
4. 審判
［球審］山路
［塁審］川口（1B）、秋村（2B）、吉本（3B）
［外審］長井（LL）、橋本（RL）
5. 開始：14時00分 試合時間：3時間7分[7]

| 楽天 | 楽天 | 楽天   |
| 打順 | 守備 | 選手   |
| ---- | ---- | ------ |
| 1    | [遊] | 山﨑剛 |
| 2    | [右] | 岡島   |
| 3    | [二] | 浅村   |
|      | 走   | 村林   |
| 4    | [左] | 島内   |
| 5    | [指] | 銀次   |
| 6    | [三] | 茂木   |
| 7    | [一] | 鈴木大 |
| 8    | [中] | 辰己   |
|      | 打   | 小深田 |
|      | 中   | 田中和 |
| 9    | [捕] | 炭谷   |

| ロッテ | ロッテ | ロッテ       |
| 打順   | 守備   | 選手         |
| ------ | ------ | ------------ |
| 1      | [左]   | 荻野         |
| 2      | [指]   | マーティン   |
| 3      | [二]   | 中村奨       |
| 4      | [一]   | レアード     |
|        | 一     | 三木         |
| 5      | [遊]   | エチェバリア |
| 6      | [右]   | 山口         |
|        | 中     | 藤原         |
| 7      | [中右] | 岡           |
| 8      | [三]   | 藤岡         |
| 9      | [捕]   | 加藤         |
|        | 打     | 角中         |
|        | 捕     | 柿沼         |

ロッテの先発は小島、楽天の先発は岸。
楽天は2回表、2死2塁から炭谷の適時打と山﨑剛の適時打で2点を先制。一方のロッテは2回裏に無死1,3塁から岡の併殺打の間に1点を返すと、4回裏に1死1塁から山口の適時打で同点に追いつき、さらに6回裏には山口のソロ本塁打で勝ち越しに成功。しかし、楽天は直後の7回表に炭谷のソロ本塁打と島内の適時打で逆転に成功する。それでもロッテはその裏、マーティンが楽天の3番手・酒居からソロ本塁打で同点とし、その後は両者無得点で同点のまま9回表が終了。この時点で前日に勝利したロッテのファイナルステージ進出が確定したため、大会ルールにより9回裏のロッテの攻撃を行わず試合は引き分けに終わり、ロッテは2ステージ制での2015年以来からでの約6年ぶりにのファイナルステージに進出をした。一方の楽天は、0勝1敗1引き分けに終わり、ファーストステージで敗退した。
ロッテの山口（21歳2か月）は前年の安田（21歳6か月）の記録を上回り、パ・リーグではCS史上最年少の本塁打となった。
CSでの引き分けはパ・リーグ史上初。
ロッテは、本拠地で行われたポストシーズンでは全て突破していたが、今回も継続されることになった。

### ファイナルステージ
| 日付                           | 試合           | ビジター球団（先攻） | スコア | ホーム球団（後攻）       | 開催球場         |
| アドバンテージ                 | アドバンテージ | 千葉ロッテマリーンズ |        | オリックス・バファローズ |                  |
| 11月10日（水）                 | 第1戦          | 千葉ロッテマリーンズ | 0 - 1  | オリックス・バファローズ | 京セラドーム大阪 |
| 11月11日（木）                 | 第2戦          | 千葉ロッテマリーンズ | 0 - 2  | オリックス・バファローズ | 京セラドーム大阪 |
| 11月12日（金）                 | 第3戦          | 千葉ロッテマリーンズ | 3 - 3x | オリックス・バファローズ | 京セラドーム大阪 |
| 勝者：オリックス・バファローズ |                |                      |        |                          |                  |

#### 第1戦
|            | 1 | 2 | 3 | 4 | 5 | 6 | 7 | 8 | 9 | R | H | E |
| ---------- | - | - | - | - | - | - | - | - | - | - | - | - |
| ロッテ     | 0 | 0 | 0 | 0 | 0 | 0 | 0 | 0 | 0 | 0 | 4 | 0 |
| オリックス | 1 | 0 | 0 | 0 | 0 | 0 | 0 | 0 | × | 1 | 5 | 1 |

1. ロ：石川（7回）、鈴木（0回1/3）、東妻（0回2/3） - 加藤、柿沼
2. オ：山本（9回） - 若月
3. 勝利：山本（1勝）
4. 敗戦：石川（1敗）
5. 審判
［球審］津川
［塁審］福家（1B）、眞鍋（2B）、芦原（3B）
［外審］木内（LL）、原（RL）
6. 開始：18時01分 試合時間：2時間23分[12]

| ロッテ | ロッテ | ロッテ       |
| 打順   | 守備   | 選手         |
| ------ | ------ | ------------ |
| 1      | [左]   | 荻野         |
| 2      | [指]   | マーティン   |
| 3      | [二]   | 中村奨       |
| 4      | [一]   | レアード     |
| 5      | [遊]   | エチェバリア |
| 6      | [右]   | 山口         |
| 7      | [中]   | 岡           |
| 8      | [三]   | 藤岡         |
| 9      | [捕]   | 加藤         |
|        | 打     | 佐藤都       |
|        | 捕     | 柿沼         |

| オリックス | オリックス | オリックス |
| 打順       | 守備       | 選手       |
| ---------- | ---------- | ---------- |
| 1          | [中]       | 福田       |
| 2          | [三]       | 宗         |
| 3          | [指]       | 吉田正     |
| 4          | [右]       | 杉本       |
| 5          | [一]       | T-岡田     |
| 6          | [左]       | ラベロ     |
|            | 左         | 小田       |
| 7          | [二]       | 安達       |
| 8          | [遊]       | 紅林       |
| 9          | [捕]       | 若月       |

オリックスの先発は山本、ロッテの先発は石川。
オリックスは1回裏に2死1,2塁からT-岡田の適時打で1点を先制する。その後はロッテの先発・石川が味方の好守もあり7回1失点の好投を見せる。しかし、対するオリックスの先発・山本が5回以降は1人もランナーを出さない圧巻のピッチングで4安打無四球完封勝利を収め、オリックスが先勝した。
2007年以降のCSでの完封勝利は史上11人目（13度目）。二桁奪三振での無四球完封勝利はプレーオフを含め史上初であり、日本シリーズを含めたポストシーズンでは2000年第5戦の高橋尚成以来、史上2人目となった。また、CSでの1-0試合は史上8試合目だが、1-0完封勝利は2006年第1ステージ第1戦の松坂大輔、同年第2ステージ第2戦の八木智哉以来、史上3人目。さらに、初回の1点を守り抜いた「スミ1完封」は史上初、ポストシーズンでは1994年第2戦の槙原寛己以来、史上2人目。

#### 第2戦
|            | 1 | 2 | 3 | 4 | 5 | 6 | 7 | 8 | 9 | R | H | E |
| ---------- | - | - | - | - | - | - | - | - | - | - | - | - |
| ロッテ     | 0 | 0 | 0 | 0 | 0 | 0 | 0 | 0 | 0 | 0 | 4 | 0 |
| オリックス | 0 | 0 | 0 | 0 | 0 | 2 | 0 | 0 | × | 2 | 6 | 0 |

1. ロ：美馬（5回2/3）、東妻（0回1/3）、唐川（1回）、小野（1回） - 加藤、柿沼
2. オ：田嶋（6回）、H吉田凌（1回）、Hヒギンス（1回）、S平野佳（1回） - 伏見
3. 勝利：田嶋（1勝）
4. セーブ：平野佳（1S）
5. 敗戦：美馬（1敗）
6. 本塁打
オ：杉本1号（6回2ラン・東妻）
7. 審判
［球審］芦原
［塁審］眞鍋（1B）、木内（2B）、原（3B）
［外審］小林（LL）、福家（RL）
8. 開始：18時01分 試合時間：2時間42分[15]

| ロッテ | ロッテ | ロッテ       |
| 打順   | 守備   | 選手         |
| ------ | ------ | ------------ |
| 1      | [左]   | 荻野         |
| 2      | [指]   | マーティン   |
| 3      | [二]   | 中村奨       |
| 4      | [一]   | レアード     |
| 5      | [遊]   | エチェバリア |
| 6      | [右]   | 山口         |
|        | 打右   | 佐藤都       |
| 7      | [中]   | 岡           |
| 8      | [三]   | 藤岡         |
| 9      | [捕]   | 加藤         |
|        | 打     | 安田         |
|        | 捕     | 柿沼         |

| オリックス | オリックス | オリックス |
| 打順       | 守備       | 選手       |
| ---------- | ---------- | ---------- |
| 1          | [中]       | 福田       |
| 2          | [三]       | 宗         |
| 3          | [指]       | 吉田正     |
|            | 走指右     | 佐野       |
| 4          | [右]       | 杉本       |
|            | 走左       | 小田       |
| 5          | [左]       | ラベロ     |
|            | 投         | 平野佳     |
| 6          | [一]       | T-岡田     |
| 7          | [二]       | 安達       |
| 8          | [遊]       | 紅林       |
| 9          | [捕]       | 伏見       |

オリックスの先発は田嶋、ロッテの先発は美馬。
オリックスは6回裏、2死から吉田正がロッテの先発・美馬を直撃する内野安打を放つ。美馬はここで降板し、代わった2番手の東妻から続く杉本が2点本塁打を放ち、オリックスが先制した。オリックスの先発・田嶋は6回3安打無失点の好投を見せると、その後は吉田凌、ヒギンス、平野佳と繋いで完封勝ち。オリックスが日本シリーズ進出に王手をかけた。
2試合連続完封勝ちはパ・リーグCS史上初。なお、この年はセ・リーグのCSでもヤクルトが2試合連続完封勝ちを収めている。

#### 第3戦
|            | 1 | 2 | 3 | 4 | 5 | 6 | 7 | 8 | 9  | R | H | E |
| ---------- | - | - | - | - | - | - | - | - | -- | - | - | - |
| ロッテ     | 0 | 0 | 1 | 0 | 0 | 0 | 1 | 1 | 0  | 3 | 8 | 0 |
| オリックス | 0 | 0 | 0 | 0 | 0 | 2 | 0 | 0 | 1× | 3 | 8 | 0 |

1. ロ：岩下（6回）、H国吉（1回）、H佐々木千（1回）、益田（0回） - 柿沼、佐藤都、加藤
2. オ：山﨑颯（2回2/3）、富山（1回1/3）、バルガス（2回）、海田（0回）、吉田凌（1回）、ヒギンス（1回）、増井（1回） - 若月、伏見
3. 本塁打
ロ：中村奨1号（8回ソロ・ヒギンス）
オ：宗1号（6回2ラン・岩下）
4. 審判
［球審］原
［塁審］木内（1B）、小林（2B）、福家（3B）
［外審］津川（LL）、眞鍋（RL）
5. 開始：18時02分 試合時間：3時間33分[17]

| ロッテ | ロッテ | ロッテ       |
| 打順   | 守備   | 選手         |
| ------ | ------ | ------------ |
| 1      | [左]   | 荻野         |
| 2      | [中]   | 和田         |
| 3      | [二]   | 中村奨       |
| 4      | [一]   | レアード     |
|        | 走     | 藤原         |
|        | 一     | 三木         |
| 5      | [右]   | 角中         |
|        | 右     | 岡           |
| 6      | [指]   | マーティン   |
|        | 捕     | 加藤         |
| 7      | [遊]   | エチェバリア |
| 8      | [三]   | 藤岡         |
| 9      | [捕]   | 柿沼         |
|        | 打捕   | 佐藤都       |
|        | 投     | 佐々木千     |
|        | 打     | 安田         |
|        | 投     | 益田         |

| オリックス | オリックス | オリックス |
| 打順       | 守備       | 選手       |
| ---------- | ---------- | ---------- |
| 1          | [中]       | 福田       |
|            | 走中       | 佐野       |
| 2          | [三]       | 宗         |
| 3          | [指]       | 吉田正     |
|            | 走指       | 太田       |
| 4          | 右         | 杉本       |
| 5          | [一]       | T-岡田     |
|            | 走         | 山足       |
| 6          | [二]       | 安達       |
| 7          | [左]       | ラベロ     |
|            | 左         | 小田       |
| 8          | [遊]       | 紅林       |
| 9          | [捕]       | 若月       |
|            | 打         | ジョーンズ |
|            | 捕         | 伏見       |

オリックスの先発は山﨑颯、ロッテの先発は岩下。
ロッテは3回表、1死2,3塁から中村奨の犠飛で先制する。対するオリックスは6回裏、1死1塁から宗の2点本塁打で逆転に成功。それでもロッテは7回表、2死2塁から佐藤都の適時打で同点とすると、8回表には1死から中村奨のソロ本塁打で勝ち越しに成功した。しかしオリックスも9回裏、ロッテの守護神・益田を攻め、無死1,2塁のチャンスを作ると続く小田がバントシフトで空いていた一塁線を破る適時打を放ち、同点に追いついた。この時点で、すでに3勝しているオリックスの日本シリーズ進出が決定したため、同点のまま試合終了となった。
最終回に追いついたことによる、引き分けでのコールドは、史上初だった。
オリックスの日本シリーズ出場は1996年以来、25年ぶり13度目で、2004年オフの球団合併後は初となった。なお、オリックスがCSを制覇するのは初であり、これにより現存する全12球団がCS制覇を経験することになった。
ファイナルステージでリーグ戦2位のチームが3試合で1勝もできずに敗退するのは、両リーグ通じて初めてのことである。
ロッテは2013年のファイナルステージから1ステージのみだった2020年を除いてファイナルステージだけで8連敗を喫した。

## 表彰選手
MVP
杉本裕太郎（オリックス）
シリーズ通算打率.333（9打数3安打）、1本塁打、2打点、出塁率.500。
第2戦では東妻から決勝点となる2点本塁打を放つなど、3安打2打点の活躍で勝利に貢献した。

## テレビ・ラジオ放送およびネット配信

### テレビ放送

#### ファーストステージ放送日程
第1戦（11月6日）
- 千葉テレビ ≪地上波、独立局、千葉県ローカル≫[19][20]
  - 放送時間：14:00 - 16:30[21]
- 仙台放送 ≪地上波、フジテレビ系列、宮城県ローカル≫[19][22]
  - 放送時間：13:55 - 16:35
- NHK BS1（102チャンネルで放送[23]）[19][24]
  - 放送時間：14:00 - 17:30（試合終了まで）
- 日テレNEWS24 ≪有料CS≫[19][25]
  - 放送時間：13:45 - 試合終了まで

第2戦（11月7日）
- ミヤギテレビ ≪地上波、日本テレビ系列、宮城県ローカル≫[19][26]
  - 放送時間：14:00 - 16:55
- NHK BS1（102チャンネルで放送[23]）[19][24]
  - 放送時間：14:00 - 17:30（試合終了まで）
- 日テレNEWS24 ≪有料CS≫[19][25]
  - 放送時間：13:45 - 試合終了まで

打ち切りとなった試合
- 第3戦（11月8日）が行われた場合はNHK BS1、日テレNEWS24≪有料CS≫で放送される予定だった。

#### ファイナルステージ放送日程
第1戦（11月10日）
- NHK BS1[24]
  - 放送時間：18:00 - 21:30（試合終了まで）
- J SPORTS≪有料CS≫[27][28]
  - 17:30 - 試合終了まで

第2戦（11月11日）
- NHK BS1[24]
  - 放送時間：18:00 - 21:30（試合終了まで）
- J SPORTS≪有料CS≫[27][28]
  - 17:30 - 試合終了まで

第3戦（11月12日）
- NHK BS1[24]
  - 放送時間：18:00 - 21:30[29]（試合終了まで）
- J SPORTS≪有料CS≫[27][28]
  - 17:30 - 試合終了まで

打ち切りとなった試合
- 第4戦（11月13日）・第5戦（11月14日）・第6戦（11月15日）が行われた場合はNHK BS1、J SPORTS≪有料CS≫で各々放送される予定だった。

### ラジオ放送

#### ファーストステージ放送日程
第1戦（11月6日）
- NHKラジオ第1 宮城県のみ
  - 放送時間：14:05 - 17:25
- TBCラジオ
  - 放送時間：13:55 - 17:25
- Rakuten.FM TOHOKU
  - 放送時間：13:50 - 17:30

第2戦（11月7日）
- NHKラジオ第1 宮城県のみ
  - 放送時間：14:05 - 17:15
- TBCラジオ
  - 放送時間：13:55 - 17:25
- Rakuten.FM TOHOKU
  - 放送時間：13:50 - 17:30

打ち切りとなった試合
- 第3戦（11月8日）が行われた場合はNHKラジオ第1≪宮城県のみ≫、TBCラジオで放送される予定だった。

#### ファイナルステージ放送日程
第1戦（11月10日）
- MBSラジオ
  - 放送時間：17:54 - 21:00

第2戦（11月11日）
- MBSラジオ
  - 放送時間：17:54 - 21:05

第3戦（11月12日）
- MBSラジオ
  - 放送時間：17:54 - 22:00

打ち切りとなった試合
- 第4戦（11月13日）・第5戦（11月14日）・第6戦（11月15日）が行われた場合はMBSラジオで放送される予定だった。

### ネット配信

#### ファーストステージ配信日程
- DAZN
- ベースボールLIVE
- Rakuten パ・リーグSpecial
- パ・リーグTV

#### ファイナルステージ配信日程
- DAZN
- ベースボールLIVE
- Rakuten パ・リーグSpecial
- パ・リーグTV